# Potamotrygon amandae
Potamotrygon amandae é uma espécie não nativa de raia pertencente à família Potamotrygonidae encontrada nas bacias do Paraná-Paraguai e Amazonas. Pela falta de informações sobre os Potamotrygonidae, a subfamília está listada com “dados insuficientes” no International Union for the Conservation of Nature (IUCN) - Red List of Threatened Species. 
No Brasil o comércio desses animais é legal e regulamentado desde 1998, mas são vítimas de biopirataria tanto nacional quanto internacionalmente. No aquarismo a espécie é recorrentemente confundida com a raia Potamotrygon motoro. 
O epíteto específico amandae foi escolhido como uma homenagem à Amanda Lucas Gimeno, colega de graduação de um dos autores que descreveu a espécie, Thiago Silva Loboda.

## Distribuição
Trata-se de uma espécie distribuída predominantemente na bacia do Paraná-Paraguai, podendo ser encontrada, no Brasil, nas regiões do Pantanal e do Rio Paraná (fronteira entre os estados de São Paulo e Mato Grosso do Sul). Além disso, também há registros de ocorrência na Argentina (Santa Fé) e na fronteira do Brasil com o Paraguai e a Bolívia.
Registros mais recentes vêm documentando a presença da espécie na Bacia do Rio Tietê (SP) e no Rio Guaporé. A expansão no alcance de distribuição da espécie no Brasil vem sendo associada com a construção do reservatório de Itaipu que promoveu o alagamento e destruição de grandes cachoeiras que formavam o Salto de Sete Quedas. As cachoeiras proporcionavam uma barreira geográfica natural que limitava a circulação do Potamotrygon amandae, mas com o alagamento dos rios para a construção da usina hidrelétrica a barreira deixou de existir. Dessa forma, o Sistema de Transposição de Peixes (STP), canal artificial, e as eclusas do Tietê-Paraná podem ter facilitado seu espalhamento pelo território.

## Classificação
Em revisões recentes, duas subfamílias recebem nova classificação de acordo com informações sobre suas características moleculares e morfológicas. A Styracurinae apresenta dentículos dérmicos compactados, espinhos escapulares alargados e não apresentam espinhos caudais. Já os Potamotrygoninae, subfamília dos Potamotrygon amandae, apresentam espinhos caudais, e dobras caudais e dorsais bem desenvolvidas.
A espécie foi descrita pela primeira vez em 2013, sendo que a existência em si dos espécimes já é sabida desde antes de sua primeira descrição. Muitos espécimes utilizados para a caracterização do P. amandae foram coletas antigas de pesquisadores que haviam classificado-os como Potamotrygon motoro, Potamotrygon histrix e Potamotrygon pauckei.
Com uma revisão sistemática do complexo de espécies Potamotrygon motoro (Müller & Henle, 1841) e uma descrição mais detalhada da morfologia de P. motoro, foi possível identificar e separar mais duas espécies do gênero: Potamotrygon amandae e Potamotrygon pantanensis. 

## Morfologia
Potamotrygon amandae possui uma coloração dorsal predominantemente cinza ou marrom escura, podendo ou não apresentar ocelos. Quando presentes, os ocelos são bicolores com uma área central branca, cinza ou amarela e envolvida perifericamente por um anel preto. Diferente de outros representantes do gênero, seus dentículos dérmicos, presentes em quase toda a extensão dorsal, não possuem placas coronais.
O disco dorsal possui uma largura variada entre 192 a 341 mm, com uma cauda comprida (entre 38 e 81 mm) e delgada (3 a 8 mm). Sua cartilagem angular anterior de destaca por ser maior do que a posterior e curvada na forma de um J, típico da espécie. Possui um processo pós-orbital desenvolvido com uma constrição da fontanela frontoparietal do neurocrânio na metade do comprimento.
Os P. amandae apresentam características semelhantes no sistema digestivo em relação às demais espécies de raias . A cavidade orofaríngea da espécie apresenta um formato de trapézio e fica junto a sua face ventral. O seu fígado possui um tamanho notavelmente grande em relação aos demais órgãos e a coloração pode variar entre marrom e amarelo, dependendo da sua alimentação. O pâncreas é composto por um único lobo, característica comum entre os Myliobatiformes. Seu esôfago tem um tamanho médio de 3,1 cm, um formato cilíndrico e levemente inclinado para a esquerda, onde junta-se ao estômago. Este último com forma sifonal.
Deduz-se que a válvula espiral é uma estratégia evolutiva para aumentar a superfície de contato com a mucosa sem mudar o comprimento do intestino, e o número de pregas nestas válvulas está diretamente relacionado com a dieta. O hábito bentônico dos P. amandae, por exemplo, permite um menor número de dobras em relação aos Fluvitrygon signifier, que alimentam-se de crustáceos.

## Importância Econômica
A carne da P. amandae é consumida pela população local e a gordura do seu fígado é usada na medicina popular para o tratamento de reumatismos e problemas respiratórios. Há também o interesse comercial entre praticantes do aquarismo nacional e internacional, sendo a sua venda legalizada e regulamentada no Brasil desde 1998.

## Alimentação
Essa espécie apresenta uma dieta bastante variada, indo desde detritos a pequenos peixes, passando por moluscos, insetos e vegetais, com os peixes representam mais de ⅓ da sua alimentação. O consumo de detritos pode estar relacionado com a posição de sua boca e o hábito de predação de animais bentônicos, que ao serem ingeridos permitem a entrada dos detritos. A atividade pesqueira fornece outros tipos de alimentos para esses animais, como sementes de soja e milho. A atração de P. amandae por lugares povoados parece demonstrar um oportunismo trófico da espécie (plasticidade que permite uma boa adaptação ao território) e tem sido observada pelo grande número de acidentes reportados envolvendo a espécie.

## Fisiologia
Os elasmobrânquios de água doce, diferente dos marinhos, não fazem retenção de ureia e possuem a glândula retal atrofiada, que teria função de excreção de sal. Em análise, uma grande quantidade de proteína muscular foi encontrada em comparação com tubarões e outros peixes de profundezas. Existem particularidades nos elasmobrânquios que justificam essa diferença: pouca ou nenhuma oxidação de ácidos graxos no músculo, uma grande dependência de corpos cetônicos como B-hidroxibutirato e aminoácidos para metabolismo oxidativo nesse tecido.
A gordura hepática dessa espécie, assim como de outras raias de água doce, apresenta baixos valores quando comparados a elasmobrânquios marinhos. Esses baixos valores estão associados à alta taxa de quebra de lipídios e a uma menor necessidade de flutuação, uma vez que há um predominante hábito bentônico.